# أكيرا يامادا
أكيرا يامادا (باليابانية: 山田晶؛ بالكانا: やまだ あきら) هو فيلسوف ياباني، ولد في مارس 1922 في سوا في اليابان، وتوفي في 2008 في كاماكورا في اليابان.